# Joseph Balloffet
Joseph Balloffet, né le 14 février 1874[réf. nécessaire] à Nuits-Saint-Georges (Côte-d'Or) et mort le 13 décembre 1952 à Salles-en-Beaujolais (Rhône), est un historien français.
Il fut vice-président de la Société des sciences, arts et belles-lettres du Beaujolais. Il est considéré comme l'historien du Beaujolais[réf. nécessaire]. Il est l'auteur de l'article : Hommage de Villefranche à Charles Pinet, aquafortiste, publié dans Le Nouvelliste de Lyon du 18 novembre 1933, à l'occasion de son décès.
De nombreux documents d'archives provenant des collections qu'il avait rassemblées se trouvent aux Archives du département du Rhône et de la métropole de Lyon.

## Publications
- L'abbaye royale de Joug-Dieu près Villefranche-en-Beaujolais, Villefranche, Blanc et Mercier, 1904
- Les dames de Sainte-Marie de Villefranche-en-Beaujolais (1632-1792), Villefranche-en-Beaujolais, Impr. P. Mercier, 1906, 84 p.
- Généalogie de la famille de La Porte (Beaujolais-Lyonnais), Villefranche, Impr. Auray fils et L. Deschizeaux, 1911
- Historique de l'indienne en Beaujolais, Villefranche, Auray fils et Deschizeaux, 1912, 46 p.
- Les Jacquet, sieurs de La Colonge, des Mignones, des Rues et de Pontbichet en Beaujolais, Villefranche, Cl. Ruban, 1927
- Victor Vermorel (1848-1927), Macon, Protat impr., 1928
- Villefranche, Beaujeu et leurs environs, Villefranche-en-Beaujolais, Jean Guillermet, 1931, 125 p., 1 plan, 1 carte
- Histoire de Villefranche, capitale du Beaujolais, Villefranche : Chez Jean Guillermet, Libraire, 1932, 308 p. ; Marseille, Laffitte Reprints, 1980 ; réédition 2003
- Autour de Ludna, station gallo-romaine, Villefranche, Éditions du Cuvier, 1933
- Le Poète Jean Godard et la Fontaine de Saint-Fonds, Villefranche-en-Beaujolais, Éditions du Cuvier, 1933
- Saint-Christophe-la-Montagne (Rhône) et son pèlerinage, Villefranche, Éditions du Cuvier, 1937
- Salles-en-Beaujolais, guide illustré historique et archéologique, Salles-en-Beaujolais, Éditions du Cuvier, 1938, 32 p.
- Silhouettes caladoises, Villefranche-en-Beaujolais, [s. n.], 1939
- La Révolution de 1848 à Villefranche et en Beaujolais, Villefranche-en-Beaujolais, Éditions du Cuvier, 1949
- Petite histoire du Beaujolais, Villefranche-sur-Saône, Jean Guillermet, 1952, 32 p.
- Les Rues de La Calade (réédition 2000)